# Australoheros scitulus
Australoheros scitulus es una especie de pez de la familia Cichlidae en el orden de los Perciformes. Suele ser confundido con Australoheros facetus, sin embargo alcanza un tamaño menor y normalmente posee un comportamiento menos agresivo.

## Morfología
Los machos pueden llegar a alcanzar los 8,9 cm de longitud total.

## Distribución geográfica
Se encuentran en Sudamérica: río Rosario (Uruguay) y afluentes del tramo inferior del río Uruguay en Argentina, Uruguay y Brasil y Venezuela.